# Opus Romanum

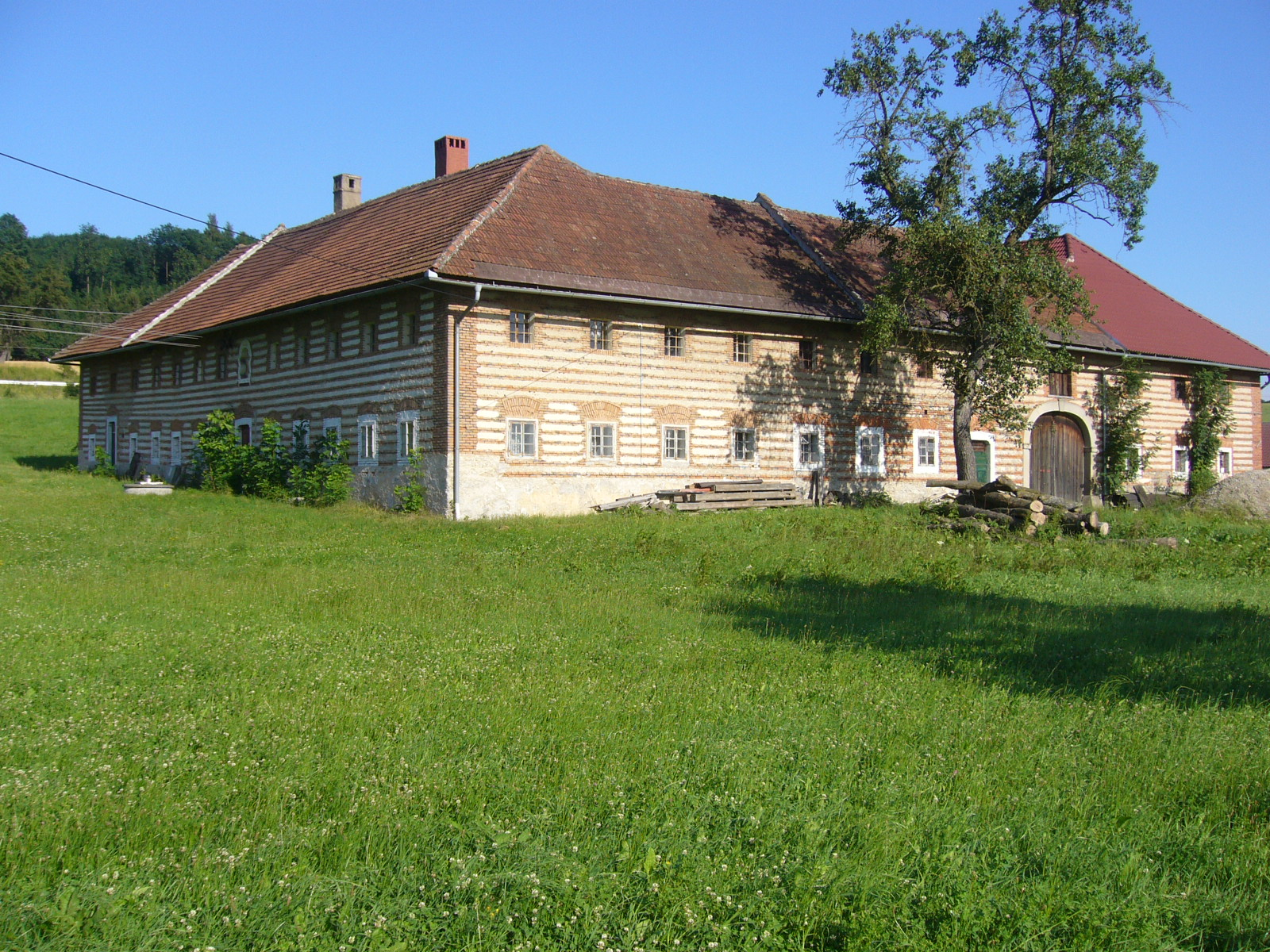
Vierkanter in Opus-Romanum-Bauweise

Opus Romanum (lateinisch „römisches Werk“) heißt jene Bauweise von Vierkantern im niederösterreichischen Mostviertel, bei der einander rote Ziegelscharen mit Stein- und Schotterschichten abwechseln und die Außenwände der Vierkanter mit zeichenhaften Mustern imprägnieren.
Bis um die Mitte des 19. Jahrhunderts wurden Vierkanthöfe nur aus Lehmziegeln errichtet, später, als die vielen italienischen Gastarbeiter für den Bau der Westbahn ins Land kamen, lernte man von ihnen auch die Ziegelbrennerei, für die sich die Lehmböden des Mostviertels besonders eigneten.